# Felix Genn

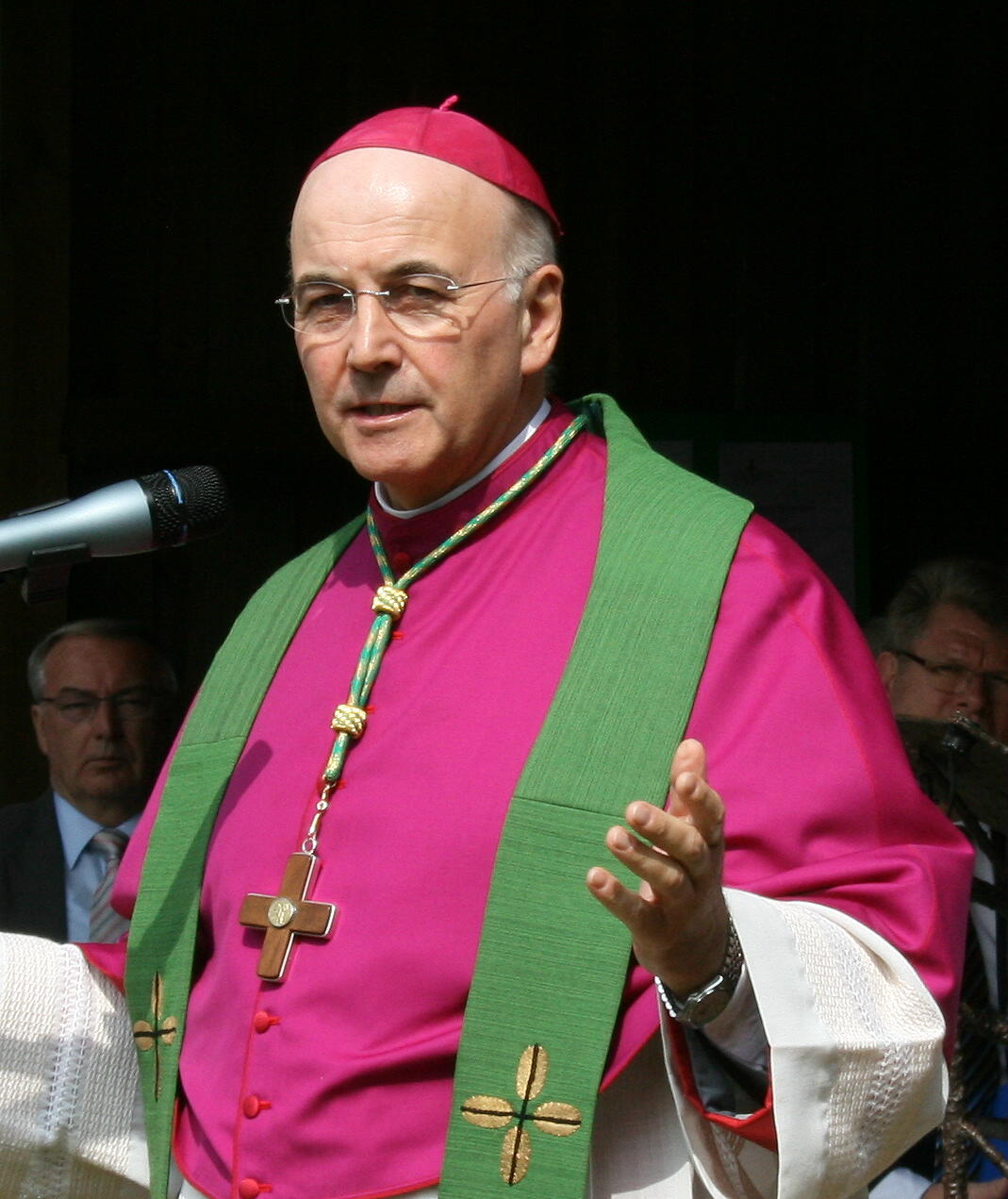
Bischof Felix Genn bei einem Gottesdienst am 28. Juni 2009 in der Pfarrgemeinde St. Dionysius Recke

Felix Genn (* 6. März 1950 in Burgbrohl) ist ein römisch-katholischer Geistlicher und emeritierter Bischof des Bistums Münster, das er von 2009 bis 2025 leitete. Zuvor war er von 2003 bis 2009 Bischof von Essen sowie von 1999 bis 2003 Weihbischof im Bistum Trier. Neben seiner Tätigkeit als Diözesanbischof war Felix Genn Mitglied wichtiger Gremien im Vatikan. So ist er beispielsweise seit 2013 Mitglied im Dikasterium für die Bischöfe und nimmt in dieser Funktion Einfluss auf die Ernennung neuer Bischöfe. Seinen Posten im vatikanischen Dikasterium für die Bischöfe behält Genn trotz Emeritierung als Bischof von Münster noch bis 2029 bei.

## Leben
Felix Genn wuchs in einer Bauernfamilie in Wassenach am Laacher See auf. Nach seinem Abitur 1969 am Kurfürst-Salentin-Gymnasium in Andernach trat er in das Trierer Priesterseminar ein und studierte bis 1974 in Trier und Regensburg Katholische Theologie. Am 11. Juli 1976 wurde er vom Trierer Bischof Bernhard Stein in Trier zum Priester geweiht. Anschließend war er bis 1978 Kaplan in Bad Kreuznach. Von 1978 bis 1985 war er Subregens am Bischöflichen Priesterseminar in Trier. Er wurde am 29. Juni 1985 an der Theologischen Fakultät Trier mit einer patrologischen Dissertation mit dem Titel Das Verständnis des kirchlichen Amtes in seiner Beziehung zur Trinitätstheologie bei Augustinus zum Dr. theol. promoviert. Anschließend war er bis 1994 Spiritual am selben Priesterseminar.
Von 1994 bis 1997 war er als ständiger Lehrbeauftragter für Christliche Spiritualität an der Theologischen Fakultät Trier tätig. Parallel wurde er von Bischof Hermann Josef Spital als Wallfahrtsleiter für die Vorbereitung und Durchführung der Trierer Heilig-Rock-Wallfahrt 1996 berufen. 1997 erfolgte seine Ernennung zum Regens am Studienhaus St. Lambert in Burg Lantershofen.
Am 16. April 1999 ernannte ihn Papst Johannes Paul II. zum Titularbischof von Uzalis und zum Weihbischof im Bistum Trier. Am 30. Mai desselben Jahres spendete ihm der Trierer Bischof Hermann Josef Spital die Bischofsweihe. Mitkonsekratoren waren Weihbischof Alfred Kleinermeilert aus Trier und der Bischof von Osnabrück, Franz-Josef Bode. Von diesem Zeitpunkt an war Genn für den Visitationsbezirk Saarland zuständig.
Papst Johannes Paul II. ernannte ihn am 4. April 2003 zum Bischof von Essen. Am 6. Juli 2003 wurde er auf dem Burgplatz feierlich in sein Amt eingeführt. Im Zuge der finanziellen Sanierung des Bistums wurde unter Genn 2005 ein Zukunftskonzept für das Bistum vorgestellt, nach dem es Ende des Jahres 2008 im Ruhrbistum nur noch 43 Pfarreien mit 7.500 bis 40.000 Katholiken geben sollte; in diesem Prozess werden 96 Kirchen geschlossen. Außerdem wurde das Generalvikariat erheblich verkleinert und die gesamte „mittlere Ebene“ aufgelöst.
Am 19. Dezember 2008 ernannte ihn Papst Benedikt XVI. nach der Wahl des münsterischen Domkapitels als Nachfolger von Bischof Reinhard Lettmann zum Bischof von Münster; die feierliche Amtseinführung und kirchenrechtliche Besitzergreifung fand am 29. März 2009 statt. Bis dahin leitete er das Bistum Essen noch mit den Rechten und Pflichten eines Diözesanadministrators.
2013 wurde Genn als seinerzeit einziger Deutscher und Einziger, der nicht im Erzbischofs- oder Kardinalsrang stand, in die Kongregation für die Bischöfe in Rom berufen.
Im Dezember 2018 forderte Genn, die Verjährung sexuellen Missbrauchs abzuschaffen und Täter härter zu bestrafen. Hintergrund war der Fall eines Priesters in der Diözese, der mehrmals Erwachsene sexuell bedrängt hatte und rückfällig geworden war, obwohl Experteneinschätzungen das Gegenteil prognostiziert hatten.
Für die 1. Tagung der Weltsynode im Oktober 2023 wurde Genn von Papst Franziskus als Teilnehmer nominiert. Der Papst berief ihn für die 2. Tagung der Synode im Oktober 2024 als eines von drei Mitgliedern der „Kommission für Kontroversen“ der Synode, die die Aufgabe hat, dem Papst Kontroversen vorzulegen, die von den Synodenteilnehmern vorgebracht werden.
Am 18. Oktober 2024 hat Genn dem Papst seinen altersbedingten Rücktritt angeboten. Dieses Rücktrittsgesuch nahm Papst Franziskus am 9. März 2025 an.

## Wahlspruch und Wappen

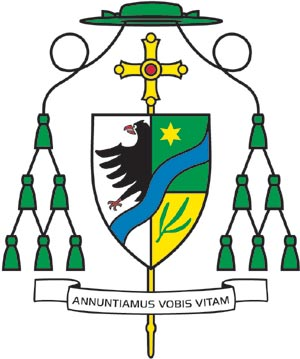
Wappen von Bischof Felix Genn als Bischof von Essen

Genns Wahlspruch lautet: Annuntiamus vobis vitam („Wir verkünden euch das Leben“) und entstammt dem 1. Johannesbrief. (1 Joh 1,2 )

### Wappen als Bischof von Essen
Blasonierung: „Gespalten und hinten geteilt, vorne in Silber ein rotbewehrter, halber schwarzer Adler am Spalt, hinten oben in Grün ein sechsstrahliger goldener Stern, unten in Gold ein linksschräger, dreiästiger, grüner Olivenzweig, alles belegt mit einem blauen, linksschrägen Wellenbalken.“
Der Adler, der das Symbol des Evangelisten Johannes ist, verweist auch auf das Wappen von Wassenach, der Heimatgemeinde Felix Genns: Bischof Genn ist Oberer des priesterlichen Zweiges der Johannesgemeinschaft, eines 1945 von dem Theologen Hans Urs von Balthasar gegründeten Säkularinstituts. Weiterhin ist der Adler ein ikonographisches Heiligenattribut des heiligen Augustinus, über den Bischof Genn 1985 seine Dissertation mit dem Titel „Trinität und Amt bei Augustinus“ schrieb. Der sechsstrahlige goldene Stern symbolisiert eine Anrufung der Gottesmutter Maria als Stern des Meeres und verweist auf das Bistumswappen von Essen, in dem sich der Stern ebenfalls befindet. Der blaue Wellenbalken vom linken Obergeviert in die rechte untere Wappenhälfte stellt den Lauf der Ruhr dar und verweist auf den volkstümlichen Namen „Ruhrbistum“. Der grüne Olivenzweig in Gold bezieht sich auf den Wahlspruch des Bischofs „Wir verkünden euch das Leben“ und verweist auf die Erzählung von der Sintflut: Die von Noah ausgesandte Taube bringt als Zeichen neuen Lebens einen grünen Olivenzweig zur Arche zurück.

### Wappen als Bischof von Münster

Neues Wappen als Bischof von Münster

Blasonierung: „Geviert, in Feld 1 und 4 in Gold ein roter Balken, in Feld 2 in Blau ein rotbewehrter und rotbezungter, silberner Adler, in Feld 3 in Grün eine siebenährige goldene Garbe.“
Beizeichen: grüner Priesterhut mit 1/2/3 Quasten, hinter dem Schild stehendes goldenes Vortragekreuz. Wahlspruch Annuntiamus vobis vitam
Wappenerklärung: Das heraldisch neu konzipierte Wappen zeigt in den Feldern 1 und 4 das gold-rot-goldene münstersche Bistumswappen, ein weiteres Feld (2) stellt auf blauem Grund einen silbernen Adler dar, einerseits Wappentier der Eifeler Heimatgemeinde Wassenach, andererseits Attribut des Evangelisten Johannes und Symbol der Johannesgemeinschaft, der der Bischof angehört. Ein viertes Feld zeigt in Grün ein goldenes Ährenbündel, das Genns familiäre Wurzeln in der Landwirtschaft verdeutlicht.
Beide Wappen sind timbriert (gekennzeichnet) mit einem grünen Hut und beidseitig sechs grünen Quasten einer Kordel, die den Träger des Wappens als Bischof ausweisen.

## Mitgliedschaften

### Römische Kurie
- Kongregation für die Bischöfe (2013–)[11]

### Deutsche Bischofskonferenz
- Kommission für Geistliche Berufe und Kirchliche Dienste (Mitglied seit 2004; Vorsitz seit 2008)

## Positionen (Auswahl)
In seiner Predigt auf der Pest- und Brandprozession am 7. Juli 2013 beklagte Genn, dass die Orientierungshilfe der EKD zur Familie „alle Formen von Partnerschaft unterschiedslos auf eine Stufe“ stelle.
Über Menschen mit homosexuelle Orientierung sagte Genn im Mai 2014 in einem Interview mit der Münsterschen Zeitung: „Homosexuell empfindende Menschen dürfen von uns nicht diskriminiert werden. In der Vergangenheit ist im Blick auf diese Menschen zu wenig beachtet worden, dass Gott sie so liebt wie jeden anderen Menschen auch. Das hat zu großen Verletzungen und Verwundungen bei diesen Menschen geführt.“
Im selben Interview erklärte er zur Position der Frau in der katholischen Kirche: „Wir brauchen in der Kirche mehr Frauen in Führungspositionen – das tut uns allen sicher auch gut.“
Über eingetragene Lebenspartnerschaften zwischen gleichgeschlechtlichen Partnern befand Genn: „Es geziemt sich nicht für einen Christen, einen homosexuellen Menschen zu diskriminieren. Es geziemt sich aber sehr für einen Christen, homosexuellen Lebenspartnerschaften nicht den Begriff der Ehe zuzusprechen, weil sie der Gemeinschaft von Mann und Frau als Fundament der Familie vorbehalten ist.“ Im September 2020 sagte er im Gespräch mit der Bistumszeitung Kirche+Leben über die europäische Migrationspolitik: „Europa fällt als Antwort darauf, dass Krieg und Gewalt Millionen Menschen zur Flucht zwingen, vor allem ein, ‚seine Außengrenzen zu sichern‘ und die Menschen in Lager zu sperren. Das ist doch ein Skandal!“ Ähnlich äußerte er sich einige Monate später im Dezember 2020 in einem Interview der Westfälischen Nachrichten: „Ich kann einfach nicht verstehen, dass wir als Europäer nicht vernünftig mit dem Problem von Flucht und Migration umgehen und hier keine Lösungen finden, die sich davon leiten lassen, dass jeder Mensch die gleiche Würde hat.“
Der Rheinischen Post sagte Bischof Genn zu den Machtverhältnissen in der katholischen Kirche: „Eine Einschränkung der Macht der Bischöfe wäre ein Gewinn und auch eine Entlastung.“
Zur Aufarbeitung von Fällen sexuellen Missbrauchs in der Kirche sagte Genn: „Ich war und bin Teil des Systems, das sexuellen Missbrauch möglich gemacht hat. Das bin ich seit vielen Jahren an verantwortlicher Stelle. Von daher habe ich neben der persönlichen auch eine institutionelle Verantwortung. In dieser doppelten Hinsicht trage ich eine Mitverantwortung für das Leid von Menschen, die sexuell missbraucht wurden.“ Diese Bewertung gab er im Juni 2022 anlässlich der Vorstellung der Studie zum sexuellen Missbrauch im Bistum Münster ab.
Zur Prävention sexuellen Missbrauchs in der Kirche forderte Genn im August 2022 gegenüber der Bistumszeitung Kirche+Leben: „Wenn ich sexuellen Missbrauch verhindern möchte, dann muss ich offener und qualifizierter über Sexualität sprechen können und muss weg von einer rigiden Sexualmoral. Hier muss auch das kirchliche Lehramt zu Neubewertungen kommen, die die Erkenntnisse der modernen Sexualforschung und Wissenschaft berücksichtigen.“
Im September 2022 befürwortete Genn beim Synodalen Weg den Grundlagentext zu „Leben in gelingenden Beziehungen – Grundlinien einer erneuerten Sexualethik“ zur Liberalisierung der römisch-katholischen Sexualethik.

## Ehrungen
- Ehrenbürgerwürde von Wassenach in der Eifel (2010)
- Ehrendomkapitular der Hohen Domkirche zu Trier
- Ehrendomherr an der Kathedralkirche des Ruhrbistums Essen
- Ehrendomherr an der Kathedrale St. Peter und Paul im nordostfranzösischen Troyes

## Schriften
- Trinität und Amt nach Augustinus. Johannes-Verlag, Einsiedeln 1986, ISBN 978-3-265-10307-5 (Dissertation).
- Denn dazu bin ich gekommen - Betrachtungen zu Bildern des Codex Egberti. Paulinus, Trier 1997, ISBN 978-3-7902-0074-4.
- Aufbau und Aufbruch - Kirche auf dem Weg zum Jahr 2000. Paulinus, Trier 1997, ISBN 978-3-7902-0073-7.
- mit Rainer-Matthias Müller: Klartext Glaube - Ein Bischof stellt sich ungeschminkten Fragen. Herder, Freiburg 2007, ISBN 978-3-451-29072-5.
- Es würde der Welt etwas fehlen - Pastorale Impulse aus dem Geist der Exerzitien. Echter, Würzburg 2008, ISBN 978-3-429-03021-6.
- Das Priestertum ist die Liebe des Herzens Jesu: Geistliche Impulse anlässlich des Internationalen Priesterjahres. Dialogverlag, Münster 2010, ISBN 978-3-941462-22-9.